# William Okpara
William Nwadinobi Okpara (Lagos, 1968. május 7. –) nigériai válogatott labdarúgókapus.

## Pályafutása

### Klubcsapatban
Pályafutását az ABC Lagos együttesében kezdte 1987-ben. Két évvel később Dél-Afrikába az Orlando Piratesbe igazolt. 1989-től 2005-ig szerepelt itt és ezalatt 374 mérkőzésen lépett pályára.

### A válogatottban
1996 és 1998 között 5 alkalommal szerepelt a nigériai válogatottban. Részt vett az 1998-as világbajnokságon.

## Sikerei, díjai
Orlando Pirates
- Dél-afrikai bajnok (2): 2000–01, 2002–03
- CAF-bajnokok ligája (1): 1995
- CAF-szuperkupa (1): 1996